# 紫荆镇 (桂平市)
紫荆镇，是中华人民共和国广西壮族自治区贵港市桂平市下辖的一个乡镇级行政单位。

## 行政区划
紫荆镇下辖以下地区：
象军村、白云村、田心村、蒙冲村、花蕾村、田泗村、寻蓬村、木山村、大坪村、深水村、元安村、大广村、合水村、古滩村和小江村。